# Enciclopedia de Centros del Triángulo
La Enciclopedia de Centros del Triángulo (ETC según su denominación original en inglés, Encyclopedia of Triangle Centers) es una lista en línea que contiene información sobre miles de tipos de puntos o "centros" asociados con la geometría de un triángulo. El sitio de internet es mantenido por su autor, el matemático estadounidense Clark Kimberling, profesor en la Universidad de Evansville.
A fecha de 7 de junio de 2024, la lista identifica 64000 centros de triángulo.
Cada punto en la lista está identificado por un número de índice de la forma X(n) (por ejemplo, X(1) es el incentro). La información disponible sobre cada punto incluye sus coordenadas trilineales y baricéntricas; y su relación con las líneas que unen otros puntos identificados. También dispone de enlaces a esquemas realizados con el programa Geometer's Sketchpad para los distintos puntos clave. La Enciclopedia así mismo incluye un glosario de términos y definiciones.
Cada punto en la lista tiene asignado un nombre único. En casos donde ningún nombre particular surge de consideraciones geométricas o históricas, se utiliza el nombre de una estrella. Por ejemplo el punto 770 en la lista, lleva el nombre de punto Theta Eridani.
Los primeros 10 puntos listados en la Enciclopedia son:
| Referencia ETC | Nombre                       | Definición                                                                            |
| -------------- | ---------------------------- | ------------------------------------------------------------------------------------- |
| X(1)           | Incentro                     | Centro de la circunferencia inscrita                                                  |
| X(2)           | Baricentro                   | Intersección de las tres medianas                                                     |
| X(3)           | Circuncentro                 | Centro de la circunferencia circunscrita                                              |
| X(4)           | Ortocentro                   | Intersección de las tres alturas                                                      |
| X(5)           | Centro de nueve puntos       | Centro de la Circunferencia de los nueve puntos                                       |
| X(6)           | Punto simediano o de Lemoine | Intersección de las tres simedianas                                                   |
| X(7)           | Punto de Gergonne            | Punto simmediano del triángulo de contacto                                            |
| X(8)           | Punto de Nagel               | Intersección de las líneas de cada vértice al correspondiente punto del semiperímetro |
| X(9)           | Punto intermedio             | Punto simmediano del triángulo formado por los centros de las tres excircunferencias  |
| X(10)          | Centro de Spieker            | Centro de la circunferencia de Spieker                                                |
Otros puntos con entradas en la Enciclopedia, incluyen a:
| Referencia ETC | Nombre                                |
| -------------- | ------------------------------------- |
| X(11)          | Punto de Feuerbach                    |
| X(13)          | Punto de Fermat                       |
| X(15), X(16)   | Primero y segundo puntos isodinámicos |
| X(17), X(18)   | Primero y segundo puntos de Napoleón  |
| X(20)          | Punto de Longchamps                   |
| X(21)          | Punto de Schiffler                    |
| X(39)          | Punto medio de Brocard                |